# Кристиан Анфинсен
 Кристиан Бумер Анфинсен (на норвежки: Christian Boehmer Anfinsen) е американски биохимик и носител на Нобелова награда за химия през 1972 г.

## Биография
Роден е на 26 март 1916 година в Монесън, щат Пенсилвания, САЩ. Баща му е емигрант от Норвегия, а майка му също има норвежки произход. През 1939 г. Анфинсен завършва Пенсилванския университет със специалност органична химия и още през следващата година започва да преподава в Харвардския университет в Кеймбридж, Масачузетс. През 1943 г. защитава докторска степен по биохимия в Харвард, а през 1947 г. започва да преподава в Харвардското медицинско училище.
През 1950 г. Анфинсен става ръководител на лабораторията по клетъчна физиология в Националния здравен институт в Мериленд. Там той изучава връзката между първичната и третичната структури при ензимите и доказва, че свойствата на ензимите зависят от пространствената им структура. Стига до извода, че е възможно по синтетичен път да се създаде белтъчна молекула, която да не се отличава практически от естествената такава. През 1959 г. Анфинсен открива първичната структура на рибонуклеазата. По същото време до същите открития и независимо от него стигат Станфорд Мур и Уилям Стейн. По тази причина тримата получават Нобеловата награда за химия през 1972 г. От 1963 г. Кристиан Анфинсен е член на Националната академия на науките на САЩ.
През 1982 г. Анфинсен започва работа като професор по биология в Университета „Джон Хопкинс“, където работи до смъртта си през 1995 г.